# Adiantum capillus-junonis
Adiantum capillus-junonis är en kantbräkenväxtart som beskrevs av Franz Josef Ivanovich Ruprecht. Adiantum capillus-junonis ingår i släktet Adiantum och familjen Pteridaceae. Inga underarter finns listade.